# 宮本顕治宅盗聴事件
宮本顕治宅盗聴事件（みやもとけんじたくとうちょうじけん）は、日本共産党委員長であった宮本顕治の自宅の電話が盗聴されていた事件。

## 概要
1970年（昭和45年）に、公明党と対立していた宮本顕治（当時、日本共産党委員長）の自宅の電話が盗聴された。創価学会の学生部の幹部らに、宮本の自宅の電話回線に盗聴器が仕掛けられる事件の被害を受けた。この事件は当時の創価学会の顧問弁護士だった山崎正友が主導したものであった。1981年（昭和56年）に、山崎は同事件をネタに創価学会に対して5億円を要求する恐喝事件を起こして逮捕され、1991年（平成3年）に山崎は懲役3年の実刑判決を受けて、弁護士資格を剥奪（はくだつ）された。
山崎自身が、盗聴事件の実行犯は自らを含めた複数の創価学会幹部であることを週刊誌 週刊ポストにて告白した1980年（昭和55年）に、宮本顕治（当時、日本共産党委員長）は特定の個人は不明としながらも、宗教法人の創価学会に対して、盗聴被害の損害賠償を求める民事訴訟を起こした。 1988年（昭和63年）に、東京高等裁判所での控訴審の判決後、学会側が最高裁判所への上告を取り下げたことにより、創価学会側の敗訴が確定した。一方で、山崎が創価学会の機関紙「創価新報」等で報じられた自身に関する記事が名誉毀損したとして創価学会を訴えた裁判では、2009年（平成21年）1月28日に東京地方裁判所の判決で、盗聴事件は山崎の独断で行われたと認定し、宮本が原告となって起こした民事裁判の東京地裁判決（1985年（昭和60年）言渡）は事実上破棄された。
2004年（平成16年）に発生したYahoo! BB顧客情報漏洩事件では、当事件の判決文で実行犯として挙がった創価学会幹部が不正アクセスに関与したとして警察に逮捕されたことが明るみに出た。